# Botanische tuin Lancetilla
Botanische tuin Lancetilla is een botanische tuin in Honduras, op zeven kilometer ten zuidoosten van de stad Tela. Het is de enige botanische tuin van Honduras en een van de belangrijkste van Latijns-Amerika. De tuin is 1681 hectare groot. Daarvan bestaat 1261 uit natuurreservaat, 350 uit aanplant en 70 wordt gebruikt voor een arboretum. De collectie bestaat uit zo’n 1500 soorten, waaronder met name tropische gebruiksplanten en vruchten.
Lancetilla werd in 1925 opgericht door de bioloog Wilson Popenoe. Hij deed dat in opdracht van de  United Fruit Company, die behoefte had aan een proeftuin voor tropische gebruiksplanten. Er moest onderzoek worden gedaan naar ziekten bij bananenplanten, die door de monocultuur op de plantages steeds vaker voorkwamen. Ook was de United Fruit Company geïnteresseerd in mogelijkheden om andere gewassen dan bananen grootschalig te verbouwen.
Onder het bestuur van Popenoe werden in Lancetilla meer dan duizend planten met economische waarde verzameld en bestudeerd. In de beginjaren speelde Lancetilla een belangrijke rol bij het verbeteren van de oliepalm. De meeste palmplantages in Latijns-Amerika vinden hun oorsprong in de onderzoeken van Lancetilla. Ook de verbouw in Latijns-Amerika van Aziatische vruchten zoals de lychee en de ramboetan vindt in Lancetilla een oorsprong.
In de jaren dertig werkte Lancetilla samen met de Amerikaanse Harvard-universiteit aan onderzoek naar gifslangen met het doel antisera te vinden tegen slangenbeten. Dit onderzoek was van belang voor de bananenproducenten in Centraal-Amerika, wier werknemers op de plantages regelmatig door gifslangen werden gebeten.
In de jaren veertig en vijftig legde Lancetilla zich toe op de ontwikkeling van de kinaboom (Cinchona ledgeriana): een Peruaanse loot uit de sterbladigenfamilie waarvan de bast kinine bevat en die bij de bestrijding van malaria een belangrijke rol speelde. In met name Honduras en Guatemala werden in deze periode vanuit Lancetilla kinabomen gepland.
Het onderzoekscentrum van Lancetilla legde ook de basis voor de eerste Flora van Centraal-Amerika, door onderzoek naar de destijds nog ruimschoots voorkomende kustregenwouden van Honduras. In het herbarium van de botanische tuin zijn tegenwoordig nog documenten van deze onderzoeken aanwezig.
Vanaf de jaren zestig verloor de United Fruit Company de belangstelling voor Lancetilla. In Honduras ontstond zoals in verschillende Centraal-Amerikaanse landen politieke onrust, de er toe leidden dat het Amerikaanse concern inboette aan politieke macht en daardoor in die regio ook minder economische activiteiten ontplooide. Protesterende boeren en arbeiders bezetten in deze periode de botanische tuin, waarbij verzamelingen en aanplanten verloren gingen.
In 1978 werd het bezit van Lancetilla overgedragen aan de Hondurese overheid. Het wordt sindsdien beheerd door het Hondurese staatsbosbeheer. Er wordt, op kleine schaal, nog wetenschappelijk onderzoek verricht maar het belang van de tuin ligt nu met name in het bewaren van bedreigde soorten. In Honduras heeft Lancetilla een exclusief mandaat tot het verzamelen van bedreigde planten.